# Laranja da Terra
Laranja da Terra (en español: Naranja de la Tierra) es un municipio en el estado brasileño de Espírito Santo, a 143 km de Vitória; 105 km de Colatina; 550 km de Río de Janeiro y a 560 km de Belo Horizonte. Limita al norte con los municipios de Baixo Guandu e Itaguaçu, al sur con el municipio de Afonso Cláudio, al este con los municipios de Itarana e Itaguaçu y al oeste, con el Estado de Minas Gerais. 
Su área es de 457 km² y está a 190 metros de altitud. El relieve es montañoso y con clima tropical caluroso con una temperatura media anual en torno a los 22,35o C, presentando índices pluviométricos entre los 800 a 1.200 mm/año, con mayor índice de lluvias en los meses de octubre a marzo.
El Municipio perdió una parte significativa de su vegetación endógena para dar paso a zonas de pasto y áreas para la agricultura. Solo quedan pequeñas áreas de mata atlántica en las serranías de mayor altitud del municipio. La cuenca que forma el paisaje hidrográfico del municipio es la del río Doce-Suruacá, destacándose como principal el río Guandu. También integran ese complejo hidrográfico el río Taquaral y los arroyos Ribeirão do Bom Jesus, Crisciúma y Laranjinha.
Su población en 2004 era de 11.087 habitantes. Perteneció al municipio Afonso Cláudio y se emancipó el 16 de mayo de 1988.